# Јеролим Загуровић
Јеролим Загуровић (итал. Girolamo Zagurovich) (Котор, Млетачка република 1550 — 1580) био је верски радник, млетачки и српски штампар који је штампао Србуље, књиге на српскословенском језику, на ћириличном писму. Вицко Вуковић и Јеролим Загуровић били су последњи штампари србуља.

## Порекло
Јеролим Загуровић је био Србин католичке вероисповести а његова породица Загуровић била је добро позната у то време у Котору. Међу знаменитим људима из његове породице био је још и стриц његовог оца, Илија Загуровић, познати песник.
Фамилија Загуровић била је блиска са српском династијом Црнојевићи. Јеролим је оженио Антонију Црнојевић, ћерку Ђурђа Црнојевића, са којим је имао сина Анђела Загуровића, који је живео у Венецији.

## Штампање
Штампарија Црнојевића постајала је све до 1496. године, под управом јеромонаха Макарија и под покровитељством Ђурђа Црнојевића, владара Црне Горе. Након затварања штампарије, типови који су се користили у његовој штампарији остају у манастиру посвећеном рођењу Богородице на Цетињу, све док их Јеролим Загуровић не пронађе мало пре 1569. године. Јеролим Загуровић је узевши типове који су се користили у штампарији Црнојевића, отишао у Венецију и основао своју штампарију, 1569. године. Из нешто каснијих радова из штампарије Загуровић, могло се видети да је Јеролим поред типова за штампање из штампарије Црнојевића користио и своје. У штампарији Загуровић књиге су штампане на српскословенском језику.
Један од мотива Јеролима Загуровића да оснује штампарију били су велики губици породичног пословања Загуровића узрокованих честим османским опсадама Котора. Загуровић није имао формално теолошко образовање тако да је морао да ангажује Јакова из Камене реке, штампара блиском Српској православној цркви да уреди и лектира текстове пре штампања.
Године 1569. непосредно након оснивања штампарије, Загуровић почиње са штампањем књиге Средњовековни псалтир и књигом Молитвеник 1570. године, која је била последња књига писана на српскословенском језику све до друге половине 18. века. Једина српска књига до друге половине 18. века штампана је 1638. године у Венецији од стране Бартоломеа Ђианија, али то је била копија књиге Средњовековни псалтир. Након смрти Јеролима Загуровића, његову штампарију водио је Јаков из Камене реке, а након њега 1597. године преузима је Бартоломео Ђиани, који је затвара 1638. године.
У поговору Псалтира који је штампао 1569. стоји: ...Тјемже мољу се и мил се дјеју појуштим или преписујуштим, ако аште будет што погрјешено, а ви исправљајте, и нас о сем благословите усрдно трудивша се от многими врјеменим, дондеже свршихом сие дјело, иже глагољет се Псалтир по грческому језику, а по српскому Пјевац.